# Crash Box
I Crash Box sono stati un gruppo hardcore punk italiano, attivo per buona parte degli anni ottanta ed inizialmente legato al centro sociale Virus di Milano. Assieme a gruppi come i Wretched, le Antigenesi e Disper-azione fecero parte della scena anarco punk lombarda e più in generale furono esponenti di primo piano di quello che fanzine e riviste come Maximumrocknroll definirono Italian hardcore.

## Storia del gruppo
I Crash Box nascono a Milano nel 1982 nel fermento culturale che ruotava intorno al centro sociale Virus. A formare la band furono inizialmente Fabricious Trigari, e Marco Medici, accompagnati poi dal bassista Fabio e dal batterista Bundy con i quali la band si esibisce nei primi concerti.
Nel 1983 con la sostituzione del bassista e del batterista i Crash Box danno alle stampe il loro primo album su cassetta dal titolo omonimo. L'album fu pubblicato dalla Ossa Rotte Tapes, marchio collegato alla fanzine di Steve Valli.
Nel 1984 autoproducono il loro primo EP su 7" dal titolo Vivi!, in seguito al quale furono anche inseriti nella compilation tape della tedesca Masking Tapes, poi divenuta Empty Records, dal titolo Numb Tongue No Taste, in cui figuravano alcuni brani dei Dictatrista e le prime registrazioni dei Faith No More.
Nel marzo 1987 esce per la TVOR on vinyl, l'album Finale, che vede alla chitarra Tommy Massara degli Extrema. La presenza di quest'ultimo dà alle sonorità del gruppo un'impronta decisamente più metal. Sempre nello stesso anno la raccolta su cassetta Il mio inferno viene pubblicata su Linea Diritta Tapes, e alla batteria entra un ancora minorenne Mox Cristadoro.
Dopo un periodo di pausa dovuta anche ai numerosi cambi di formazione, il gruppo pubblica Nel cuore, che vede la collaborazione, come fonico, dell'ex Indigesti Roberto Vernetti. Subito dopo la pubblicazione di questo album, la band si scioglie ufficialmente.

### La reunion
Nel 2005 esce per la SOA Records la raccolta Veleno per voi. Nel 2007 la band si riforma e dopo alcuni cambi la line-up si stabilizza nel 2008 con Marco Medici alla voce, Giulio Pansino Pastoretti alla chitarra (già presente in Nel cuore e già membro dei Real Deal e Mydevice), Fabio Degiorgi al basso (proveniente dal gruppo darkwave Vidi Aquam) e Mauro Dossi alla batteria (già nei Sottopressione, OltreCortina, Mudhead e Gerson). Con questa formazione i Crash Box tengono decine di concerti in tutta Italia e incidono quattro brani nuovi , fino allo scioglimento definitivo avvenuto nel 2016. Nel frattempo, nel 2010 la Gonna Puke Retrò pubblica una seconda raccolta che racchiude i brani del primissimo periodo dei Crash Box dal titolo 1983-1984 Nati Per Essere Veloci, mentre nel 2013 la F.O.A.D. Records pubblica un'altra raccolta su doppio CD intitolata Schegge - Discografia 1983-2012, che contiene tutti i dischi e le cassette usciti negli anni '80, i quattro brani nuovi registrati nel 2012 e alcuni brani di un concerto tenuto al Centro Sociale Leoncavallo di Milano nel 1985.

## Discografia
Album in studio
- 1983 - Crash Box
- 1987 - Finale
- 1987 - Il mio inferno
- 1989 - Nel cuore

EP
- 1985 - ...vivi!

Raccolte
- 2005 - Veleno per voi
- 2010 - 1983-1984 Nati Per Essere Veloci
- 2014 - Schegge - Discografia 1983-2012

Compilation
- 1983 - Music on Fire
- 1983 - L'incubo continua
- 1984 - Numb Tongue No Taste
- 1994 - Prima Della Seconda Repubblica
- 1995 - Rovina Hardcore - Live 1981-1985
- 1996 - Punk Territory Vol. 7 - Italian Hardcore 1983-85
- 1997 - Network Of Friends